# Acrotocepheus palawanus
Acrotocepheus palawanus är en kvalsterart som beskrevs av Corpuz-Raros 1999. Acrotocepheus palawanus ingår i släktet Acrotocepheus och familjen Otocepheidae. Inga underarter finns listade i Catalogue of Life.